# Mmusi Maimane
Mmusi Aloysias Maimane, né le 6 juin 1980 à Krugersdorp (Afrique du Sud), est un homme politique sud-africain, chef de l'opposition parlementaire de 2014 à 2019, chef national de l'Alliance démocratique (principal parti d'opposition) de mai 2015 jusqu'à sa démission du parti le 24 octobre 2019, fondateur d'une association civique, One South Africa Movement, et depuis septembre 2022, chef de Build One South Africa, un parti politique qu'il a également fondé.

## Biographie

### Origines
Originaire de la province de Gauteng, Mmusi Maimane grandit à Soweto, le grand township de Johannesbourg au sein d'une famille favorable au congrès national africain (ANC). Il est issu d’un métissage ethnique car son père est un Tswana et sa mère est une Xhosa.  Diplômé de théologie, psychologie et d'administration publique de l'université du Witwatersrand, Mmusi Maimane est membre d'une congrégation évangélique conservatrice de Johannesbourg. C'est au sein de cette église qu'il rencontre et épouse Natalie, une femme blanche, formant ainsi un des rares couples mixtes d'Afrique du Sud. Ils ont deux enfants, Kgalaletso et Kgosi.

### Carrière professionnelle
Mmusi Maimane commence une carrière dans les affaires, créant une société de conseil en gestion. Parallèlement à ses activités, il soutient des ONG engagées dans la lutte contre le sida.

### Carrière politique
Ancien électeur déçu du Congrès national africain, il rallie la jeune Alliance démocratique (DA) en 2011 où il connait une ascension politique fulgurante.
Dès les élections municipales sud-africaines de 2011, Maimane dirige à Johannesbourg la liste de la DA, obtenant alors un peu plus de 34 % des voix. Le jeune conseiller municipal d'opposition est ensuite nommé porte-parole du parti (novembre 2011-mai 2014) puis, en 2012, vice-président fédéral, lors du congrès de la DA.
Pour les élections générales sud-africaines de 2014, il mène la liste de la DA dans le Gauteng avant de succéder à Lindiwe Mazibuko comme chef de l'opposition parlementaire.
Lors du congrès fédéral de l'Alliance démocratique le 10 mai 2015 à Port Elizabeth, il est élu, avec près de 90 % des voix des délégués, au poste de chef national, battant Wilmot James, le président fédéral du parti. Il succède alors à Helen Zille et devient le premier noir à diriger le principal parti de l'opposition sud-africaine. Son élection marque non seulement un changement historique en termes de leadership pour le premier parti politique représentatif des minorités raciales d'Afrique du Sud mais aussi un virage politique, Maimane étant considéré comme étant plus conservateur qu'Helen Zille sur les questions sociales et sociétales.
En mai 2018, il est sous le feu des critiques après avoir déclaré que « privilège blanc et pauvreté noire » doivent être confrontés.
Très contesté à l'intérieur de son parti, notamment par Helen Zille, il démissionne le 24 octobre 2019, dénonçant une « campagne de dénigrement », de « diffamation » et des « comportements de lâches », quittant à la fois la direction du parti, le parti lui-même et de ses fonctions de parlementaire. Il est d'autre part soupçonné de corruption pour les conditions d’achat de son domicile.
En 2022, il fonde un nouveau parti politique, nommé Build One South Africa.